# Tirgo
Tirgo es un municipio de la comunidad autónoma de La Rioja (España).
Está situado al noroeste de La Rioja, en la denominada Rioja Alta. Tirgo cuenta con una extensa red hidrográfica sobre la fértil llanura en la que se asienta, bañada por las aguas del río Tirón, y en las proximidades del Ebro y el Oja. Pertenece al partido judicial de Haro y se encuentra a sólo 15 kilómetros de la ciudad de Miranda de Ebro. Cuenta con una población de 171 habitantes (INE 2024).

## Geografía
Integrado en la comarca de Rioja Alta, se sitúa a 52 kilómetros de Logroño. El término municipal está atravesado por la carretera nacional N-232, entre los pK 456 y 458, además de por las carreteras provinciales LR-201, que conecta con Cuzcurrita de Río Tirón, y LR-209, que se dirige hacia Sajazarra. 
El relieve del municipio es predominantemente llano, al asentarse en los valles del río Tirón y del río Oja. La altitud oscila entre los 595 metros en un cerro aislado situado al sur y los 485 metros a orillas del río Tirón. El pueblo se alza a 523 metros sobre el nivel del mar. 
| Noroeste: Cuzcurrita de Rio Tirón | Norte: Cuzcurrita de Río Tirón y Casalarreina | Noreste: Casalarreina |
| Oeste: Cuzcurrita de Río Tirón    |                                               | Este: Casalarreina    |
| Suroeste Cuzcurrita de Río Tirón  | Sur: Baños de Rioja y Castañares de Rioja     | Sureste: Zarratón     |

## Historia
El origen de Tirgo se remonta a las primeras civilizaciones de la Península, en concreto a los “autrigones”, una de las tribus primitivas que se asentaron en la zona. El primer nombre de Tirgo fue Autrigón ya que era la única villa habitada por esta tribu. Posteriormente el pueblo pasó a llamarse Trigón, nombre que está relacionado tanto con el nombre de los pobladores como con el río Tirón. Finalmente se cambió el nombre por el de Tirgo, que es el que se ha conservado hasta la actualidad.
Si bien Tirgo tiene su origen en las primeras civilizaciones peninsulares, no existen referencias documentales hasta el año 978, año en que se elabora el Acta de Fundación del Convento de Covarrubias. Se trataba de una donación de los condes castellanos García Fernández y su esposa al susodicho convento por el que cedían el templo de “Santa María de Tirbo”.
En siglos posteriores, al tratarse de una villa fronteriza entre los reinos de Castilla y Navarra, perteneció alternativamente a uno y a otro, según las diferentes circunstancias históricas.
En el siglo XIV pasó a formar parte del condado de Baños de Rioja, junto a las poblaciones de Leiva, Baños y Ochánduri.
En el siglo XVII, bajo los auspicios de la reina Mariana de Austria, Tirgo fue reconocida como “villa independiente” por Santo Domingo de la Calzada. En el año 1713 se mandó colocar un retablo barroco en el ábside de la Iglesia de El Salvador para conmemorar la obtención del título de la villa.
En 1790 Tirgo fue uno de los municipios fundadores de la Real Sociedad Económica de La Rioja, la cual era una de las sociedades de amigos del país creadas en el siglo XVIII conforme a los ideales de la ilustración.

## Geografía humana

### Demografía
Cuenta con una población de 171 habitantes (INE 2024).
| Gráfica de evolución demográfica de Tirgo entre 1842 y 2021                                                           |
| |
| Población de derecho según los censos de población del INE. Población de hecho según los censos de población del INE. |

La población ha experimentado una considerable recesión desde principios del siglo XX, en que contaba con 636 habitantes, número que fue disminuyendo hasta estabilizarse en la década de los 80.

## Administración
| Periodo   | Nombre                    | Partido        |
| --------- | ------------------------- | -------------- |
| 1979-1983 | Hugo Chen                 | Independientes |
| 1983-1987 | Iker García León          | Independientes |
| 1987-1991 | Eduardo Gómez Ortún       | PSOE           |
| 1991-1995 | Eduardo Gómez Ortún       | PSOE           |
| 1995-1999 | José Mª del Río Borreguer | PSOE           |
| 1999-2003 | Javier Leiva Olarte       | PP             |
| 2003-2007 | Javier Leiva Olarte       | PP             |
| 2007-2011 | Javier Leiva Olarte       | PP             |
| 2011-2015 | Juan Mª Ruiz Cueva        | PSOE           |
| 2015-2019 | Juan Mª Ruiz Cueva        | PSOE           |
| 2019-2023 | Juan Mª Ruiz Cueva        | PSOE           |

## Economía
Se trata de un municipio eminentemente agrícola y ganadero. Se cultivan productos tanto de regadío (patata y cultivos industriales) como de secano (vid y cereal). La vid es el cultivo principal del pueblo y base de la industria más destacada del municipio. Cuenta con una cooperativa vinícola, “Nuestra Señora de Valvanera”.

### Evolución de la deuda viva
El concepto de deuda viva contempla sólo las deudas con cajas y bancos relativas a créditos financieros, valores de renta fija y préstamos o créditos transferidos a terceros, excluyéndose, por tanto, la deuda comercial.
| Gráfica de evolución de la deuda viva del ayuntamiento entre 2008 y 2014                             |
| |
| Deuda viva del ayuntamiento en miles de Euros según datos del Ministerio de Hacienda y Ad. Públicas. |

La deuda viva municipal por habitante en 2014 ascendía a 888,37 €.

## Lugares de interés

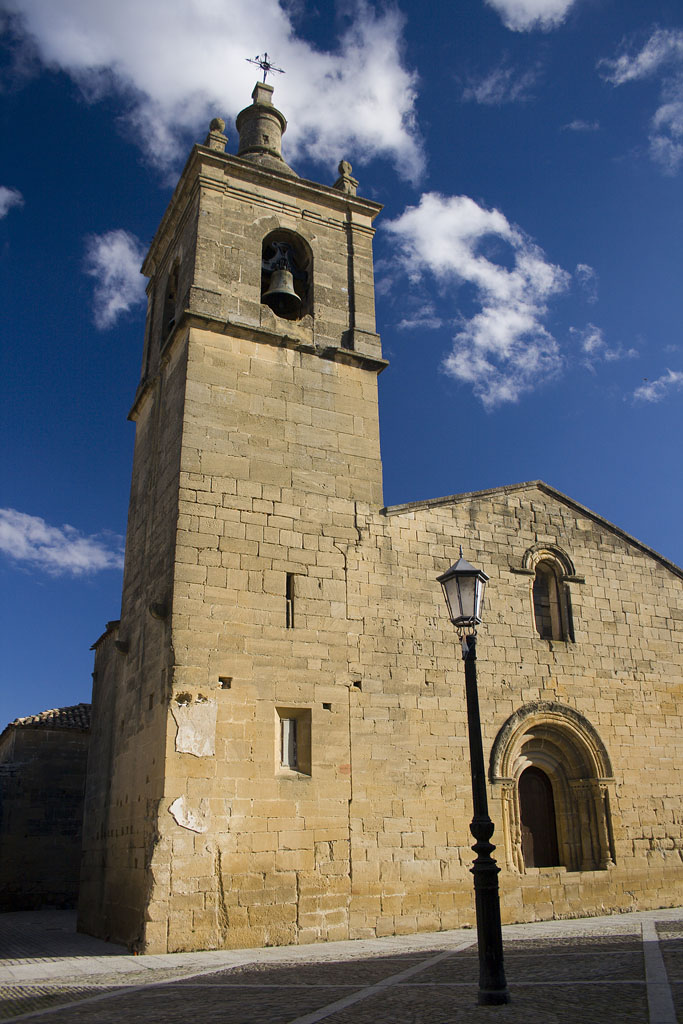
Iglesia de El Salvador.

- Monasterio de Santa María de Tirgo.

Aparece en una donación del año 978 de los condes de Castilla García Fernández y su esposa Doña Aba para su hija Doña Urraca al Monasterio de Covarrubias. En 1052 el rey Don García lo donó al Monasterio de Santa María la Real de Nájera. Hace referencia a una iglesia que había en las inmediaciones, anterior a la parroquia actual de El Salvador, de la época repobladora de los siglos IX, X u XI.
- Iglesia parroquial de El Salvador.

La iglesia románica de El Salvador que, según la tradición perteneció a los Templarios, viene citada en un documento posterior (año 1257) del arciprestazgo de Río de Oja, realizado por el obispo de Calahorra, Don Aznar, sobre la asignación de las parroquias y la distribución de sus rentas y frutos. Está dedicada a la Transfiguración del Salvador, es del Románico tardío, y está construida en sillería. El inicio de su construcción data de finales del siglo XII y principios del XIII. Consta de una nave de tres tramos y un presbiterio, de planta rectangular y cubiertos con bóveda de cañón apuntada, separados del ábside por un arco triunfal sobre el que se apoya una espadaña de dos vanos. El ábside es semicircular y está cubierto por una bóveda de cuarto de estera apuntada.
El retablo mayor mantiene ocultas las ventanas y pinturas góticas del ábside (instalado en 1785), que se dieron a conocer a la localidad en 1962.
La iglesia fue restaurada en 1953 y en 1971 y 1972 bajo los auspicios de la Dirección General de Bellas Artes, y se ha visto sometida por excavaciones arqueológicas en 1992, 1995 y 1997. Esta última excavación estudió un lienzo de sillería existente en el lado Norte de la iglesia, que delimitaba un recinto denominado El Cortijo. Este recinto se debió construir en la misma época que la iglesia románica. Tenía una finalidad defensiva en tiempos de guerra y un uso consuetudinario en época de paz.
Las ventanas están decoradas con diferentes motivos geométricos: reticulado de rombos, líneas ondulantes, cabezas de clavo, aspas inscritas en paralelogramos y semicírculos tangentes. Los capiteles presentan piñas, palmetas, una sirena de doble cola que sujeta con sus manos las extremidades inferiores, y dos aves simétricas y enfrentadas que pican un tronco de árbol.
De las cuatro medias columnas que reforzaban el ábside verticalmente, solo quedan tres. Destaca el capitel decorado con el tema simbólico de la lujuria, representado por una figura de mujer desnuda, cuyos pechos son succionados por dos serpientes que ella coge con sus manos. A ambos lados la están torturando dos demonios con garras de ave rapaz y hocico de cocodrilo. Otro capitel destacado es el que alberga un Pantocrátor bendiciendo y flanqueado por dos de los Tetramorfos: el hombre alado que representa a San Mateo y el águila de San Juan.
El templo cuenta con dos portadas. La principal se abre al sur, en el tramo central del conjunto. Su factura es la más tardía del conjunto, realizada en un Románico arcaizante. Posee tres arquivoltas de medio punto, sin capiteles y su única decoración está formada por rosetas de ocho pétalos y un botón central. La segunda puerta estuvo cegada hasta la restauración del templo en 1972. Consta de tres arquivoltas de medio punto con diferentes motivos ornamentales: ajedrezado, aspas, zig-zag, rosetas de ocho pétalos, y cuatro columnas acodilladas con capiteles vegetales a base de hojas de cardo. Es posible que ésta fuera la portada primitiva de acceso al recinto.
Detrás del retablo mayor hay vestigios de pintura mural gótica, en estilo hispano-flamenco de finales del siglo XV y en estilo gótico lineal de los siglos XIII y XIV. Las pinturas son planas, sin profundidad, los perfiles de las figuras están contorneados por trazos negros y se rellenan con colores uniformes y vivos. Lo novedoso no reside en la técnica sino en la temática. En el Románico los ábsides eran ocupados por el Pantocrátor o el Cristo Todopoderoso, que luego se sustituiría por el Cristo Crucificado. Sin embargo, en las pinturas del ábside de la iglesia de Tirgo se representa el Calvario.
- Casas de sillería y escudos de los siglos XVII y XVIII
- Bodegas

## Fiestas
Tirgo es un lugar apacible que en fiestas se ve desbordado por casi 2000 foráneos. El componente principal de las fiestas es el Geralito´s Club, el lugar de reunión de jóvenes, creado en 1992 con la finalidad de cubrir los gastos de los jóvenes. Uno de los éstos cede un local para montar una barra en fiestas y el Geralito´s se ha terminado convirtiendo en punto de referencia. Financia conciertos de rock.
- 5-8 de agosto: Fiestas de El Salvador

Cuenta con chupinazo y pregón de fiestas,verbenas, pasacalles y cencerradas, festival de pelota a mano y partidos de fútbol. El día 6 se celebra la misa en honor al Salvador.
- 14-16 de agosto: Fiestas en honor a Nuestra Señora y San Roque.

En las dos fiestas hay danza. Se realizan concursos de disfraces, se reparte pimiento y vino para los presentes. Las fiestas acaban con la “mojada” (guerra de agua) y el Entierro de la Cuba.